# Caralis (nave)
La Caralis è stata una nave passeggeri in servizio con questo nome per la Tirrenia di Navigazione dal 1957 al 1973. Appare ormeggiata a Civitavecchia in una scena del film “il sorpasso” di Dino Risi del 1962.

## Contesto
Tra il 1952 e il 1953 la Tirrenia di Navigazione mise in servizio le cinque unità della Classe Regione, le prime nuove navi passeggeri fatte costruire dalla compagnia statale dopo la Seconda Guerra Mondiale. La richiesta di trasporto verso la Sardegna, però, crebbe rapidamente e rese necessaria l'immissione in servizio di ulteriori navi. Grazie ai finanziamenti previsti dalla legge n.522 del 17 luglio 1954, la Tirrenia ordinò tre nuove unità, due gemelle (Arborea e Caralis) destinate alla linea Civitavecchia - Olbia e una terza, la Torres, più piccola e destinata al collegamento Genova - Porto Torres.

## Caratteristiche
Il progetto della Caralis, realizzato dalla Navalmeccanica di Castellammare di Stabia, fu basato su quello delle navi della classe Regione, con alcune modifiche migliorative. 
Come le unità della classe Regione, la Caralis effettuava servizio misto merci - passeggeri; poteva trasportare un massimo di 1200 persone, i cui spazi erano divisi nelle tradizionali tre classi. Le sistemazioni per i passeggeri comprendevano 45 cabine di prima classe, 44 di seconda classe, 51 cabine di classe turistica e tre dormitori di terza classe (due per uomini, con una capienza complessiva di 132 posti, e uno da 40 posti per donne). Erano poi presenti a bordo una cabina da otto posti per eventuali detenuti e una da quattro per i carabinieri della scorta. In totale i posti letto a bordo erano 659, dei quali 75 in cabine di prima classe, 158 in cabine di seconda e 242 in cabine di classe turistica. Gli spazi comuni per i passeggeri, progettati dal noto architetto Gustavo Pulitzer-Finali, comprendevano un ristorante e un soggiorno-bar riservati ai passeggeri di prima e seconda classe e un ristorante ed un soggiorno-bar dedicati ai passeggeri di classe turistica.
La nave era dotata di tre stive per il carico, con una capacità complessiva di 1 387 m³, e di un garage per 6 automobili, accessibile con portelloni laterali e scivoli mobili. La propulsione era assicurata da due eliche a passo variabile quadripala; su ciascun asse erano montati due motori Diesel FIAT B 487 T, ciascuno erogante una potenza di 2 100 cavalli a 280 giri / minuto. La Caralis poteva mantenere una velocità di crociera di 18 nodi.
Rispetto alle unità della Classe Regione, la Caralis fu dotata già in origine di stabilizzatori antirollio e di aria condizionata in tutti gli ambienti riservati a passeggeri ed equipaggio. L'unità e la gemella Arborea furono poi dotate di un timone Pleuger, dotato cioè di un'elica supplementare che, attivandosi in manovra, ne aumentava l'efficacia e quindi rendeva le unità più agili in manovra. Tuttavia, l'impianto si rivelò sovradimensionato rispetto all'effettiva capacità della centrale elettrica della nave e fu rimosso dopo pochi anni di esercizio.

## Servizio
La Caralis fu impostata presso il cantiere navale di Castellammare di Stabia il 3 novembre 1955 e varata il 21 ottobre 1956. La nave uscì per le prove in mare il 29 luglio 1957, facendo registrare, dopo nove ore alla massima potenza, una velocità media di 20,09 nodi. Consegnata alla Tirrenia il 3 agosto 1957, la Caralis effettuò cinque giorni più tardi il suo viaggio inaugurale da Napoli a Cagliari, dove il giorno seguente fu consegnata a bordo la bandiera della città, della quale la nave portava l'antico nome latino. Il 10 agosto la nave raggiunse Civitavecchia, iniziando il servizio di linea sul collegamento per Olbia per il quale era stata costruita.
Il 14 febbraio 1958 la Caralis, in uscita da Olbia, si incagliò su un basso fondale argilloso per via della nebbia. Non ci furono feriti e i passeggeri furono sbarcati senza incidenti con le lance di salvataggio; la Caralis fu liberata dopo due giorni di tentativi, grazie anche all'aiuto della compagna di flotta Città di Alessandria, ma non riportò danni né allo scafo né alle appendici. Nel 1962 entrarono in servizio sulla Civitavecchia - Olbia le nuove motonavi gemelle Città di Nuoro e Città di Napoli e la Caralis fu destinata al collegamento Genova - Porto Torres. Vi rimase fino al febbraio 1971, quando fu spostata sulla Genova - Olbia, venendo poi sostituita su questa linea dalla gemella Arborea. Ormai resa obsoleta dall'entrata in servizio delle nuove unità di tipo ro-ro (le navi della Classe Regione convertite e i nuovi traghetti della Classe Poeta), fu posta in disarmo a Napoli a partire dal 21 ottobre 1971. Il 5 novembre 1973 fu venduta a una compagnia filippina e prese il nome di Sweet Home. Successivamente rinominata Sampaguita e poi Reyna Filipinas, nel novembre 1981 si capovolse e incagliò.

## Navi gemelle
- Arborea